# Línea N504 (Interurbanos Madrid)
La línea N504 de la red de autobuses interurbanos de Madrid une el intercambiador de Príncipe Pío (Madrid) con Villaviciosa de Odón.

## Características
Esta línea nocturna une en media hora la capital con Alcorcón y Villaviciosa de Odón.
La línea mantiene los mismos horarios todo el año (exceptuando las vísperas de festivo y festivos de Navidad).
Está operada por la empresa Arriva Madrid mediante la concesión administrativa VCM-501 - Madrid – Batres (Viajeros Comunidad de Madrid) del Consorcio Regional de Transportes de Madrid.

## Horarios
| Noches de domingo a jueves y festivos | Noches de domingo a jueves y festivos | Noches de viernes, sábados y vísperas de festivo | Noches de viernes, sábados y vísperas de festivo |
| Madrid > Villaviciosa                 | Villaviciosa > Madrid                 | Madrid > Villaviciosa                            | Villaviciosa > Madrid                            |
| 02:00                                 | 01:15                                 | 01:15                                            | 00:30                                            |
| 03:30                                 | 02:45                                 | 02:00                                            | 01:15                                            |
| 05:00                                 | 04:15                                 | 03:30                                            | 02:45                                            |
|                                       |                                       | 05:00                                            | 04:15                                            |

## Recorrido y paradas
NOTA: Debido a las obras de soterramiento de la autovía A-5, las paradas sombreadas en rojo quedan fuera de servicio, desde el 15 de enero de 2025 hasta fin de obras.

### Sentido Villaviciosa de Odón
| Código | Parada                                             | Común con                         | Conexiones con Metro y Cercanías | Municipio            | Zona |
| ------ | -------------------------------------------------- | --------------------------------- | -------------------------------- | -------------------- | ---- |
| 607    | Virgen del Puerto - Campo del Moro                 | N505 N808                         | Príncipe Pío                     | Madrid               |      |
| 881    | Paseo de Extremadura-El Greco                      | N19 N501 N502 N503 N505           |                                  | Madrid               |      |
| 892    | Campamento                                         | N19 N501 N502 N503 N505 N808 N905 | Campamento                       | Madrid               |      |
| 50052  | P.º Extremadura - Cuatro Vientos                   | N501 N502 N503 N505 N808          | Cuatro Vientos                   | Madrid               |      |
| 8376   | Ctra. A-5 - Museo del Aire y del Espacio           | N501 N502 N503 N505               |                                  | Madrid               |      |
| 08467  | Av. San Martín de Valdeiglesias - Uruguay          |                                   |                                  | Alcorcón             |      |
| 08468  | Av. San Martín de Valdeiglesias - Paraguay         |                                   |                                  | Alcorcón             |      |
| 08469  | Av. San Martín de Valdeiglesias - C. C. Tres Aguas |                                   |                                  | Alcorcón             |      |
| 19916  | Av. San Martín de Valdeiglesias - Autocaravanas    |                                   |                                  | Alcorcón             |      |
| 19914  | Av. San Martín de Valdeiglesias - Polígono         |                                   |                                  | Alcorcón             |      |
| 08901  | Av. Castillo de Villaviciosa - Urb. Campodón       |                                   |                                  | Villaviciosa de Odón |      |
| 05916  | Ctra. M506 - Pol. Ind. Puerto Navafría             |                                   |                                  | Villaviciosa de Odón |      |
| 11290  | Ctra. M501 - Urb. Castillo de Villaviciosa         |                                   |                                  | Villaviciosa de Odón |      |
| 10572  | Av. Príncipe Asturias - Manuel Gutiérrez Mellado   |                                   |                                  | Villaviciosa de Odón |      |
| 10570  | Av. Príncipe Asturias - Vicente Blasco Ibáñez      |                                   |                                  | Villaviciosa de Odón |      |
| 10568  | Av. Príncipe Asturias - Supermercado               |                                   |                                  | Villaviciosa de Odón |      |
| 08917  | Av. Príncipe Asturias - Centro Cultural            |                                   |                                  | Villaviciosa de Odón |      |
| 08913  | Av. Príncipe Asturias - Pelícano                   |                                   |                                  | Villaviciosa de Odón |      |
| 10566  | Av. Príncipe Asturias - Bispo                      |                                   |                                  | Villaviciosa de Odón |      |
| 11352  | Av. Príncipe Asturias - Av. Naciones               |                                   |                                  | Villaviciosa de Odón |      |
| 13299  | Av. Príncipe Asturias - Av. Vaillo                 |                                   |                                  | Villaviciosa de Odón |      |
| 13133  | Tajo - Universidad                                 |                                   |                                  | Villaviciosa de Odón |      |
| 13134  | Tajo - Miño                                        |                                   |                                  | Villaviciosa de Odón |      |
| 13136  | Tajo - Trva. Tajo                                  |                                   |                                  | Villaviciosa de Odón |      |
| 13138  | Tajo - Duero                                       |                                   |                                  | Villaviciosa de Odón |      |
| 13139  | Duero - Centro Comercial                           |                                   |                                  | Villaviciosa de Odón |      |

### Sentido Madrid (Príncipe Pío)
| Código | Parada                                          | Común con                    | Conexiones con Metro y Cercanías | Municipio            | Zona |
| ------ | ----------------------------------------------- | ---------------------------- | -------------------------------- | -------------------- | ---- |
| 13140  | Tera - Centro Comercial                         |                              |                                  | Villaviciosa de Odón |      |
| 08403  | Duero - Tajo                                    |                              |                                  | Villaviciosa de Odón |      |
| 13137  | Tajo - Trva. Tajo                               |                              |                                  | Villaviciosa de Odón |      |
| 13135  | Tajo - Miño                                     |                              |                                  | Villaviciosa de Odón |      |
| 10574  | Tajo - Universidad                              |                              |                                  | Villaviciosa de Odón |      |
| 13298  | Av. Príncipe Asturias - Av. Vaillo              |                              |                                  | Villaviciosa de Odón |      |
| 11353  | Av. Príncipe Asturias - Av. Concordia           |                              |                                  | Villaviciosa de Odón |      |
| 10565  | Av. Príncipe Asturias - Servicios Sociales      |                              |                                  | Villaviciosa de Odón |      |
| 19012  | Av. Príncipe Asturias - Centro de Salud         |                              |                                  | Villaviciosa de Odón |      |
| 08916  | Av. Príncipe Asturias - Centro Cultural         |                              |                                  | Villaviciosa de Odón |      |
| 10569  | Av. Príncipe Asturias - Supermercado            |                              |                                  | Villaviciosa de Odón |      |
| 10571  | Av. Príncipe Asturias - Vicente Blasco Ibáñez   |                              |                                  | Villaviciosa de Odón |      |
| 10573  | Av. Príncipe Asturias - Centro Comercial        |                              |                                  | Villaviciosa de Odón |      |
| 08904  | Ctra. M506 - Pol. Ind. Las Nieves               |                              |                                  | Villaviciosa de Odón |      |
| 05470  | Ctra. M506 - Pol. Ind. Puerto Navafría          |                              |                                  | Villaviciosa de Odón |      |
| 08898  | Ctra. M506 - Urb. Campodón                      |                              |                                  | Villaviciosa de Odón |      |
| 19915  | Av. San Martín de Valdeiglesias - Polígono      |                              |                                  | Alcorcón             |      |
| 19917  | Av. San Martín de Valdeiglesias - Autocaravanas |                              |                                  | Alcorcón             |      |
| 09364  | Argentina - C. C. Tres Aguas                    |                              |                                  | Alcorcón             |      |
| 8377   | Ctra. A-5 - Museo del Aire y del Espacio        | N501 N502 N503 N505          |                                  | Madrid               |      |
| 8464   | P.º Extremadura - Cuatro Vientos                | N501 N502 N503 N505 N808     | Cuatro Vientos                   | Madrid               |      |
| 893    | Campamento                                      | N19 N501 N502 N503 N505 N808 | Campamento                       | Madrid               |      |
| 885    | Surbatán                                        | N19 N501 N502 N503 N505      |                                  | Madrid               |      |
| 607    | Virgen del Puerto - Campo del Moro              | N505 N808                    | Príncipe Pío                     | Madrid               |      |